# Nokia 7070
Il Nokia 7070 è un telefono cellulare prodotto dall'azienda finlandese Nokia e messo in commercio nel 2008.

## Caratteristiche
- Dimensioni: 87 x 44 x 14 mm
- Massa: 78 g
- Risoluzione display: 128 x 160 pixel a 65 000 colori
- Durata batteria in conversazione: 5 ore
- Durata batteria in standby: 480 ore (20 giorni)
- Memoria: 11 MB